# Calliandra surinamensis
Calliandra surinamensis är en ärtväxtart som beskrevs av George Bentham. Calliandra surinamensis ingår i släktet Calliandra och familjen ärtväxter. Inga underarter finns listade i Catalogue of Life.

## Bildgalleri

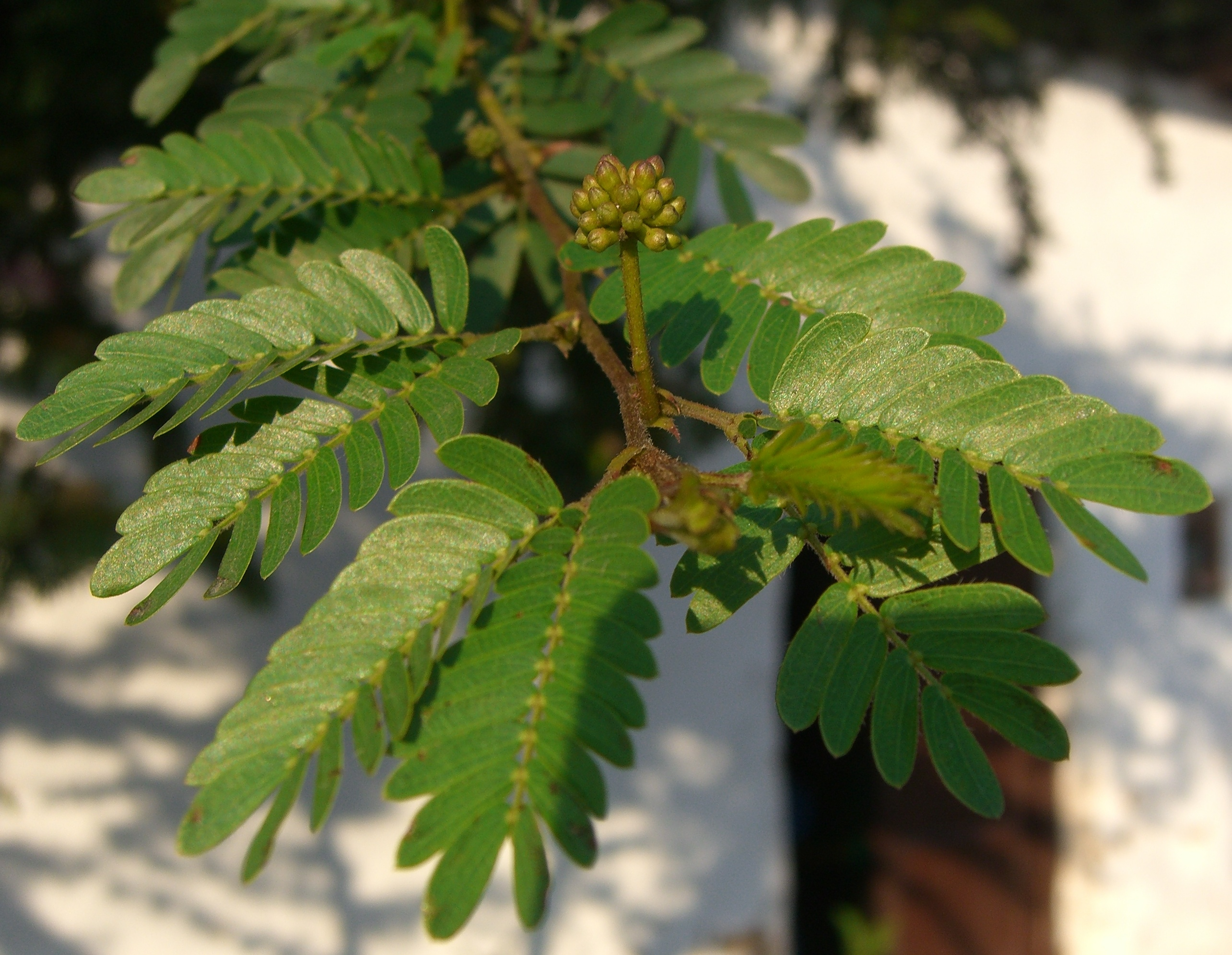
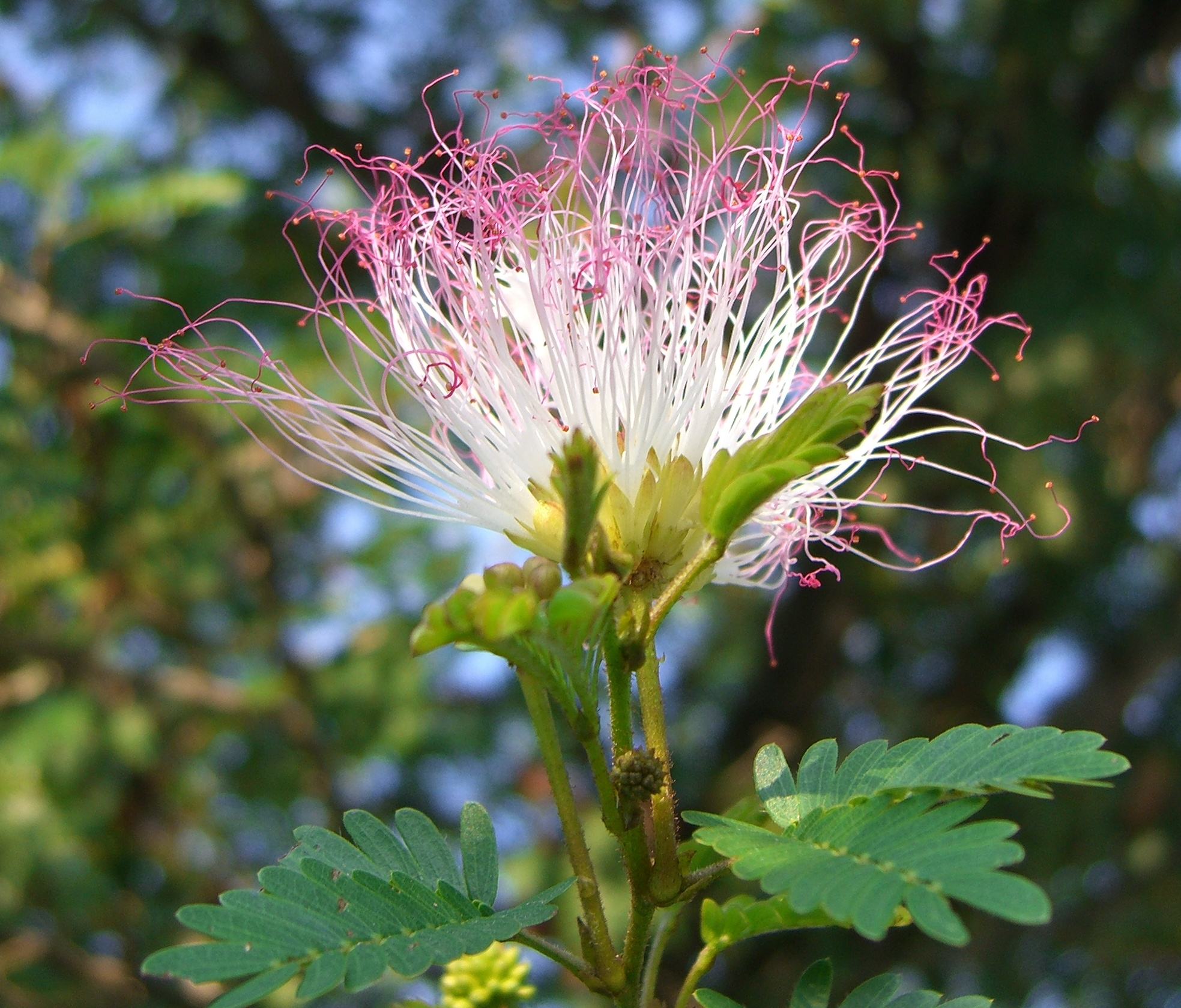
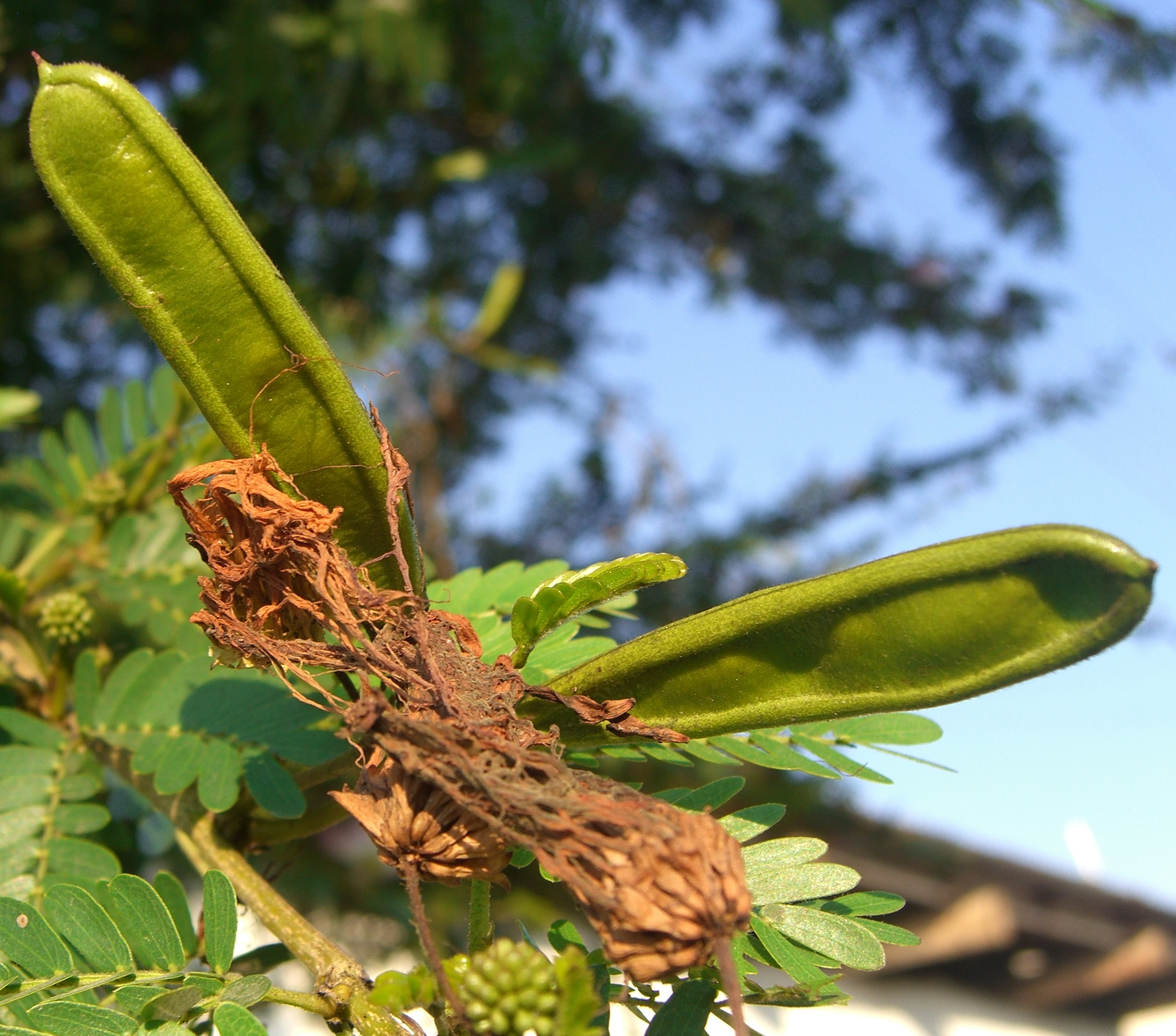
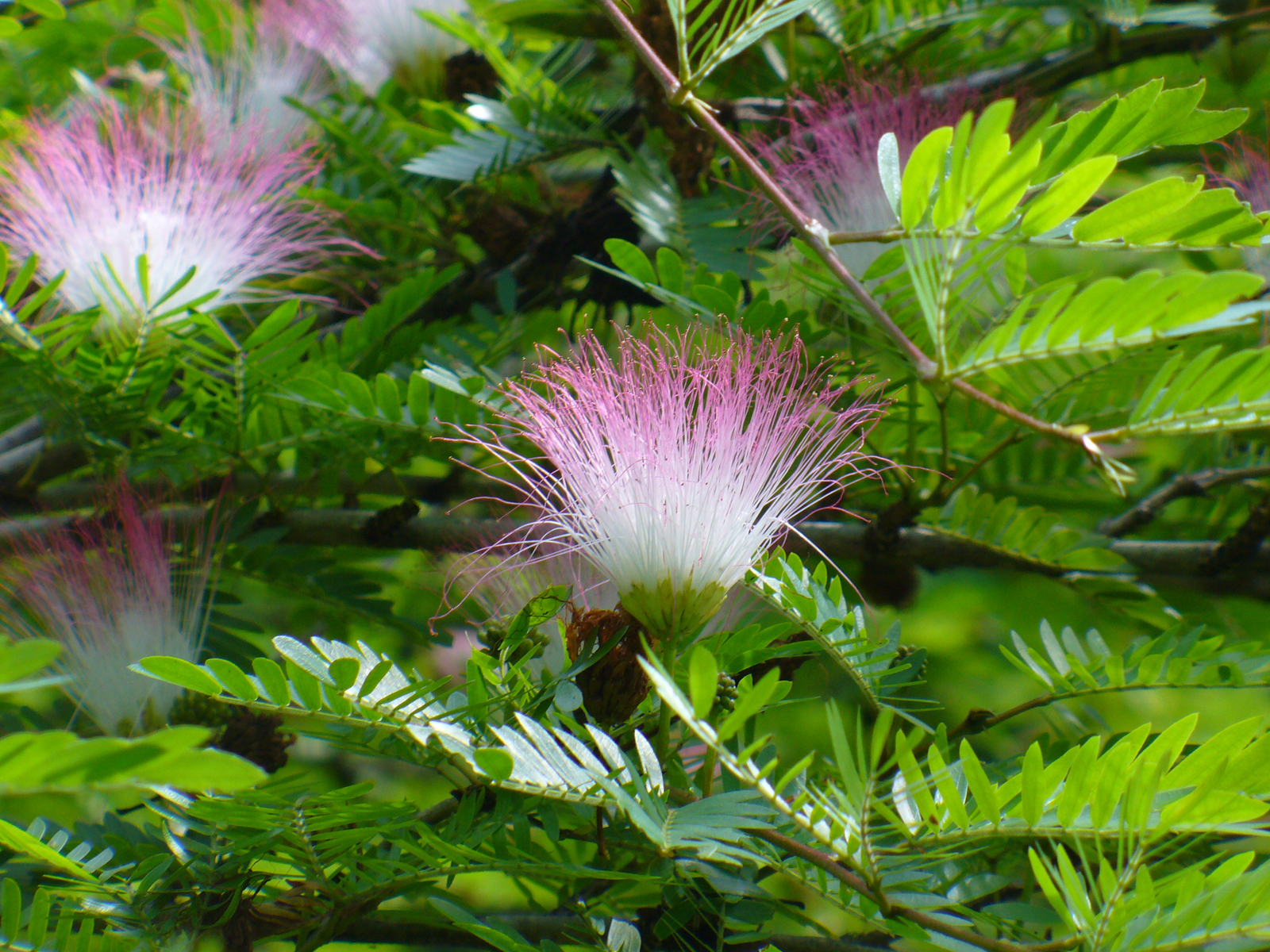
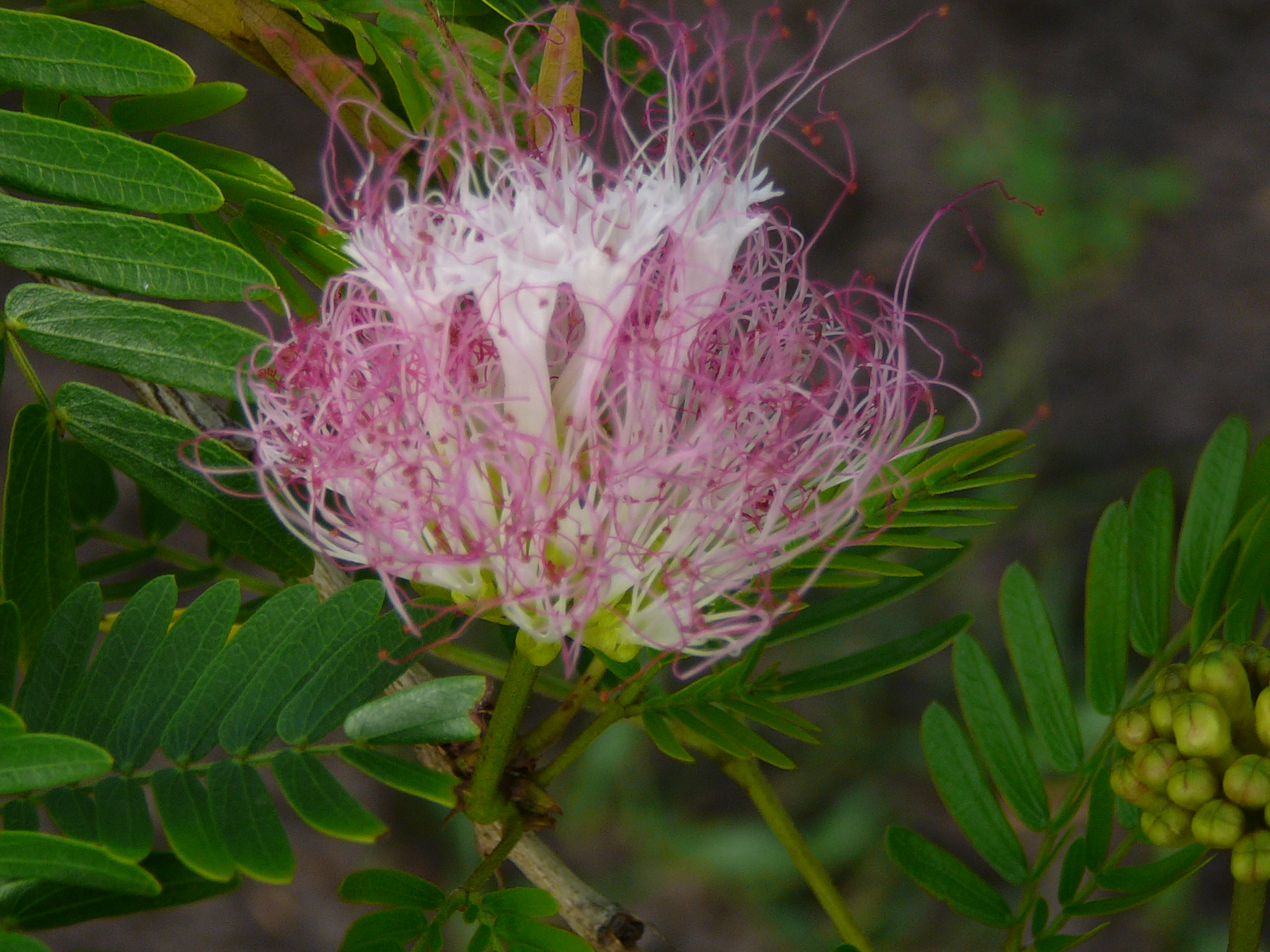
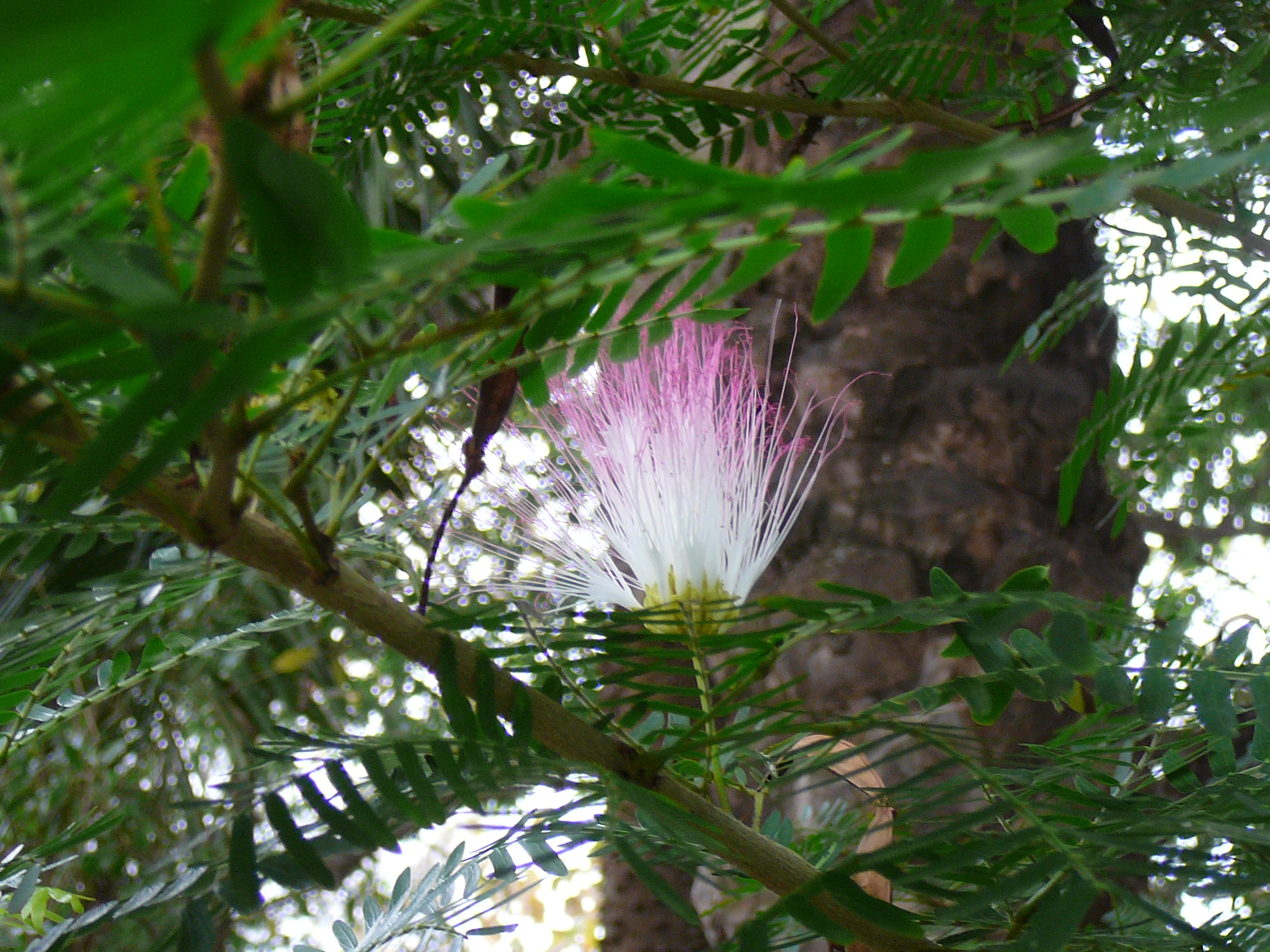